# Spit Point (udde i Heard- och McDonaldöarna)
Spit Point är en udde på östra delen av ön Heard Island i Heard- och McDonaldöarna (Australien).